# Кенгуру Маклея
Кенгуру Маклея (лат.  Dorcopsulus macleayi) — вид кустарниковых кенгуру. Был описан по музейным коллекциям российским исследователем Николаем Миклухо-Маклаем. Назван в честь австралийского зоолога и покровителя науки Уильяма Маклея.

## Ареал
Кенгуру Маклея обитает на юго-востоке Новой Гвинеи. Эндемик Папуа — Новой Гвинеи.

## Внешний вид
Окраска тёмная, коричневато-серая, несколько светлее на брюхе, морда — голая, чёрная, уши — маленькие.
Масса — 3—5 кг.

## Образ жизни и питание
Лесной вид, обитает в тропических влажных горных лесах. Численность популяции неизвестна, но, вероятно, стабильна.

## Беременность и потомство
Размножаются один раз в год. Период гона в январе-феврале. Беременность длится в среднем 21 день. Самка приносит одного — двух детёнышей. Детёныш проводит в сумке матери до 18 месяцев.
Репродуктивная зрелость у самцов и самок наступает в 2 года.

## Продолжительность жизни
Средняя продолжительность жизни у этого вида не известна, близкородственные виды живут около 8 лет.